# زکریا محیی‌الدین
زکریا محیی‌الدین (عربی: زكريا محيى الدين؛ ۵ ژوئیهٔ ۱۹۱۸ – ۱۵ مهٔ ۲۰۱۲) یک سیاست‌مدار اهل کشور مصر بود. محیی‌الدین از ۳ اکتبر ۱۹۶۵ تا ۱۰ سپتامبر ۱۹۶۶ نخست‌وزیر این کشور بود. وی همچنین نخستین رئیس سازمان امنیت مصر بود. 
زکریا محیی‌الدین در ۱۵ مه ۲۰۱۲، در سن ۹۳ سالگی درگذشت.